# 미텔알라린
미텔알라린(독일어: Mittelalalalin, 3,456m)은 자스-페 위에 위치한 알라린호른 아래의 작은 정상이다. 이곳은 세계에서 가장 높은 회전 레스토랑과 빙하 동굴로 유명하다.

## 접근
미텔알라린은 자스-페에서 펠슈킨 중간역까지 케이블카로 쉽게 도달할 수 있으며, 마지막으로 세계에서 가장 높은 케이블카인 메트로 알핀을 타고 정상까지 갈 수 있다.

## 스키와 산악 등반
미텔알라린은 또한 일년 내내(겨울에는 1,800~3,600m, 여름에는 페 빙하) 스키 지역이다. 거기에서 해발 4,027m의 알라린호른 등반은 매우 유명하며, 단 2시간 만에 완료할 수 있다.

## 같이 보기
- 스위스 알프스